# Síndrome de Saethre-Chotzen
A síndrome de Saethre-Chotzen, também chamado acrocefalosindactilia tipo III (ACS III), é uma rara doença congênita de origem genética que se transmite  de pais a filhos segundo um  padrão autossômico dominante. A primeira descrição foi realizada pelo neurologista noruego Haakon Saethre em 1931 e o psiquiatra alemão Fritz Chotzen em 1932.
Esta síndrome pertence ao grupo de doenças chamadas acrocefalossindactilias, as principais manifestações consistem em anomalias na forma do crânio produzidas por um fechamento prematuro das suturas craniais (craniossinostoses), assimetrias da face, má formação nos polegares dos pés, clinodactilia e outras alterações na forma dos dedos. A capacidade intelectual geralmente é normal, ainda que em alguns casos exista ligeiro atraso mental. Estima-se que ocorra um caso a cada 50,000 pessoas, ainda que existam muitos pacientes não diagnosticados, já que com frequência os sintomas são muito leves e passam despercebidos. A alteração genética deve-se a uma mutação no gene TWIST situado no cromosomo 7.